# La Tour-en-Maurienne
La Tour-en-Maurienne község Franciaország Auvergne-Rhône-Alpes régiójában, Savoie megyében. Új községként 2019. január 1-jén jött létre Le Châtel, Hermillon és Pontamafrey-Montpascal község egyesítésével. A korábbi községek egyesülésekor az új község lélekszáma 1119 fő lett. Lakosainak száma 1091 fő (2022. január 1.).

## Népesség
| Lakosok száma | 1074 | 1077 | 1079 | 1083 | 1087 | 1091 |
|               | 2017 | 2018 | 2019 | 2020 | 2021 | 2022 |